# Costa Dorada (España)

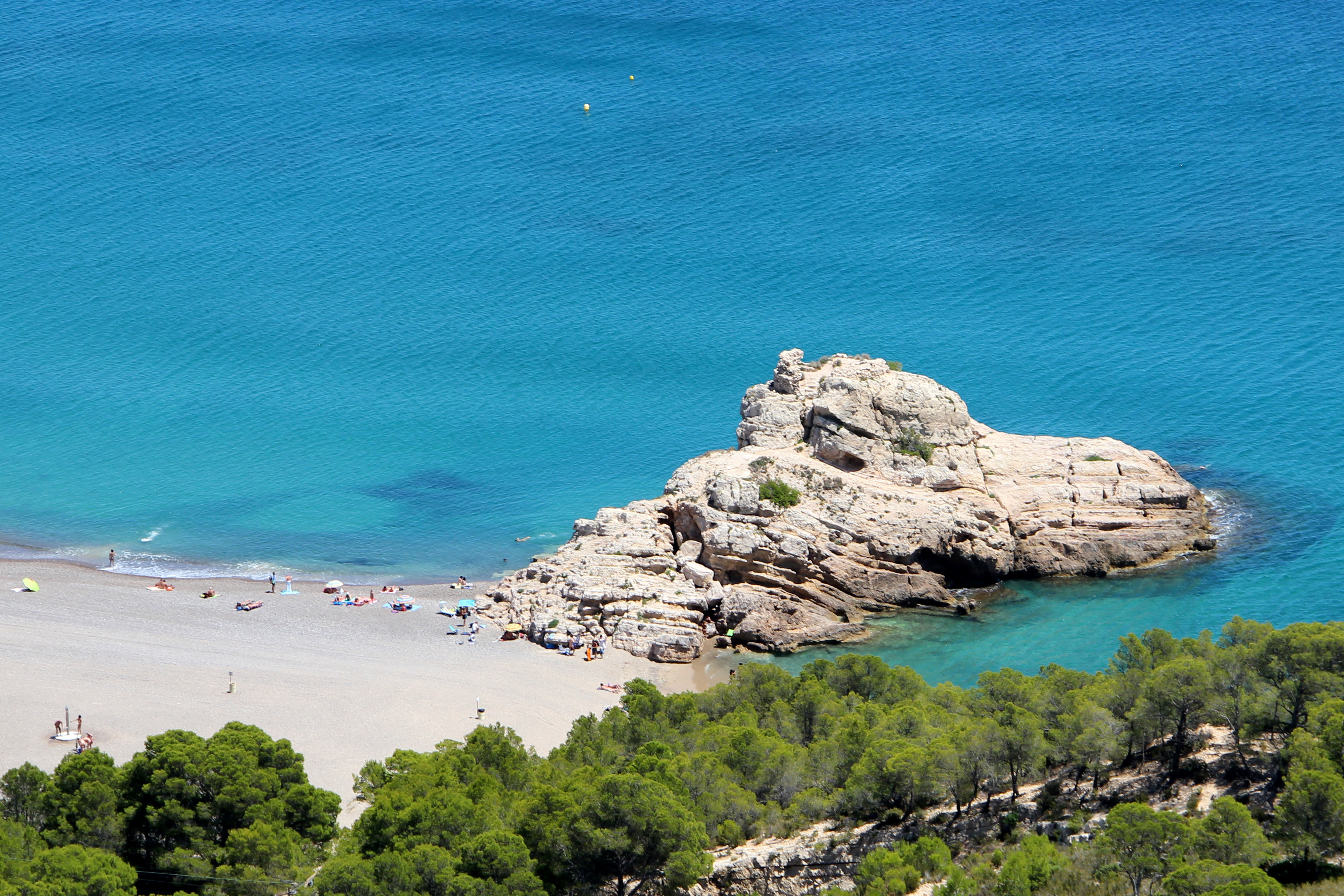
Playa del Torn, en Vandellós y Hospitalet del Infante.

Costa Dorada (en catalán, Costa Daurada) es el nombre turístico asignado a la costa del mar Balear, en el Mediterráneo, situada en la provincia de Tarragona (España) desde la desembocadura del Río Foix hasta el Delta del Ebro. Limita al norte con la Costa del Garraf (Provincia de Barcelona) y al sur con la Costa del Azahar (Provincia de Castellón).
Uno de los atractivos turísticos de Costa Dorada es el complejo de ocio PortAventura World, situado entre los municipios de Vilaseca y Salou, cerca de la capital de provincia, Tarragona.
Además se pueden encontrar por todo el litoral lugares como las playas del Vendrell, el Roc de San Gaieta, el Arco de Bará,  el conjunto arqueológico de Tarragona declarado Patrimonio de la Humanidad por la UNESCO el 30 de noviembre de 2000, así como varios pueblos de pequeño tamaño o lugares como San Carlos de la Rápita, con uno de los mejores puertos pesqueros de todo este sector costero. En el interior destacan el pueblo amurallado de Montblanch y el Monasterio de Poblet, donde yacen diversos reyes de la Corona de Aragón.

## Denominación
La denominación "Costa Dorada", como las de otros tramos litorales y diversas rutas turísticas surge en 1964 dentro de la iniciativa del Ministerio de Información y Turismo de creación del "Registro de denominaciones geoturísticas" con el objetivo de fortalecer y ordenar los por entonces ya muy crecientes recursos turísticos españoles y se concreta en una Orden Ministerial de 9 de marzo de 1971.
El nombre, con connotaciones turístico-comerciales, obedece al característico color de las arenas de sus playas bajo la luz del sol.

## Playas

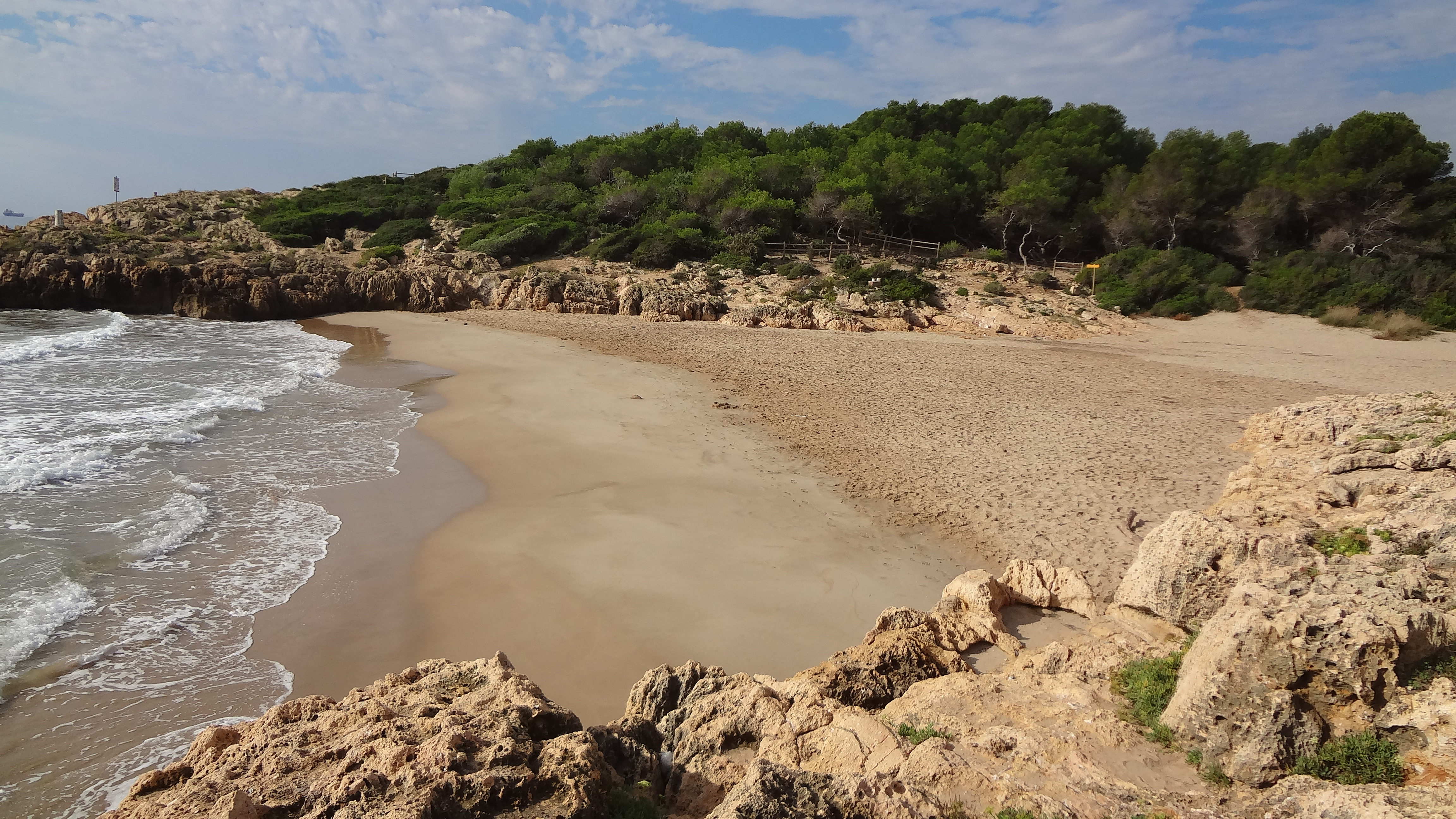
Playa de los Capellanes, en la Costa Dorada.

La Costa Dorada cuenta con un total de 81 kilómetros de litoral que se reparten en hasta sesenta playas, buena parte de ellas tienen como común denominador la fina arena dorada y un acceso poco profundo en el interior del mar.
Además, la Costa Dorada ofrece numerosas actividades gestionadas desde la Estación Náutica o empresas privadas que ofrecen desde recorridos con kayak, pasando por el descubrimiento del mar con snorkel, pesca y gastronomía.

### Bandera Azul
Buena parte de los municipios de la Costa Dorada disponen de la bandera azul, una ecoetiqueta que garantiza estándares de calidad de las aguas, la limpieza de la arena, la accesibilidad para personas con movilidad reducida, así como la disponibilidad de servicios como los sanitarios, de salvamento y socorrismo o primeros auxilios. Además, algunos de los destinos también disponen de la certificación ISO 14001: 2004, que asegura la gestión medioambiental en las playas.

## Recursos naturales

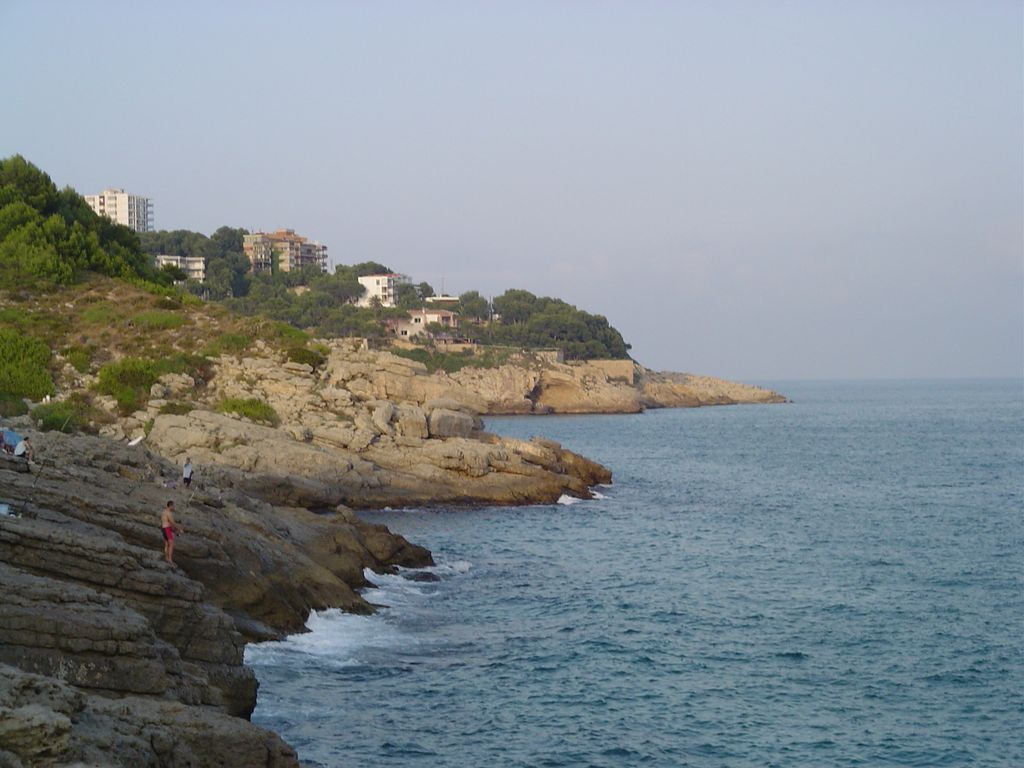
Cabo Salou.

Los espacios naturales protegidos abarcan un gradiente que va desde enclaves costeros con marismas y dunas hasta serranías interiores. Albergan una interesante biodiversidad muy característica del litoral mediterráneo. 
La Costa Dorada también dispone de un extraordinario patrimonio natural en el interior. Destaca, especialmente, el parque natural de Sierra del Montsant, catalogado por el importante valor de las especies naturales y vegetales que habitan. De hecho, se trata de una sierra con un elevado simbolismo y biodiversidad por el relevo de singles, barrancos y desfiladeros. El parque natural de la Sierra del Montsant está situado en la comarca de El Priorato y se puede visitar siguiendo itinerarios de flora, municipales, culturales, o de bicicleta.
Las Montañas de Prades, con una extensión de 260 kilómetros a caballo de las comarcas del Bajo y Alto Campo, Cuenca de Barberá y El Priorato son un claro ejemplo del ecosistema mediterráneo, con una flora y fauna diversa. Se encuentra el Bosque de Poblet, catalogado por la Generalidad de Cataluña como Paraje Natural porque es uno de los mejor conservados de las montañas de Prades. El bosque, que formaba parte desde el siglo XII los dominios del monasterio de Poblet, tiene una rica oferta de itinerarios para descubrirlo. El entorno, que cuenta con las antiguas casas forestales de La Pena, Castellfollit y el Tillar, tiene un alto interés geológico y de vegetación en la que destacan encinares, pinares, bosques de tejos, robles, además de bosques de ribera. Acoge numerosas actividades turísticas organizadas por la Oficina de Gestión del Paraje.
En el litoral cabe destacar los parajes de: Rojala-playa del Torn, Tamarit-punta de la Mora, playa de Torredembarra, desembocadura del río Gayá, reserva marina de Masía Blanca (Comarruga) y el parque natural del Delta del Ebro.

## Ocio

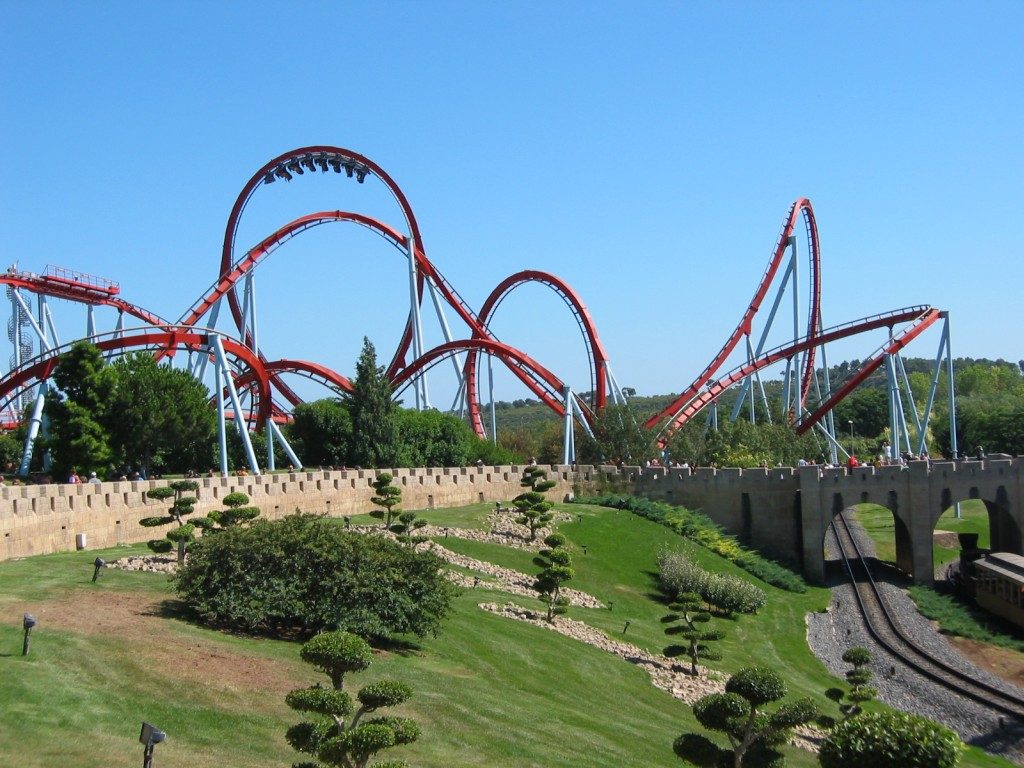
Montaña rusa Dragon Khan en PortAventura World.

La Costa Dorada posee una importante oferta de ocio y turismo familiar. El parque de atracciones PortAventura World se convierte en el principal atractivo y es referencia entre los espacios de ocio en la provincia. 
La excelente climatología, con veranos cálidos e inviernos suaves, hacen que la Costa Dorada también sea, a lo largo de los doce meses del año, el lugar ideal para practicar y programar actividades deportivas. De hecho, son numerosos los municipios que ofrecen una importante red de instalaciones. En este sentido, la oferta de campos de golf de calidad está al nivel de los jugadores más exigentes.
El primer campo de golf de la comarca del Campo de Tarragona fue el Club Golf Costa Dorada que, con 55 hectáreas de área de juego, abrió las puertas en 1983.
En la actualidad, la Costa Dorada cuenta con siete campos de golf, así como también varios pitch and putt. Las instalaciones de los campos como, por ejemplo, Lumine Mediterránea Beach and Golf Community, han sido diseñadas por firmas de gran prestigio como Greg Norman, Green Project o Robert Trent Jones Jr.

## Poblaciones destacadas
- Calafell
- Vendrell
- Cunit
- Torredembarra
- Vilaseca
- Tarragona
- Salou
- Cambrils
- La Ametlla de Mar
- La Pineda
- Roda de Berà
- Altafulla

## Otros datos
El maestro Manuel Lillo Torregrosa compuso el pasodoble con aires catalanes 'Costa Dorada' que refleja musicalmente la luz de esta bella costa mediterránea.